# Жуков, Анатолий Фёдорович
Анатоли́й Фёдорович Жу́ков (27 сентября 1896 — 28 апреля 1964) — советский архитектор. Главный архитектор Всесоюзной сельскохозяйственной выставки (1949—1964).

## Биография
После окончания в 1926 году курсов Высших художественно-технических мастерских (ВХУТЕМАС), работал в проектном отделе Мосстроя. Принимал участие в проектировании пяти-шестиэтажных домов на улицах Короленко и Колодезной, дома сотрудников наркоматов иностранных дел и внешней торговли на Каляевской улице. По проектам Жукова были построены здания на 3-й Кабельной улице для американских рабочих. По его проекту в соавторстве с Мотылёвым М. И. в 1929 году был построен жилой дом, выходящий фасадами на Леснорядский переулок и на улицу Гаврикова и завершивший Ансамбль жилых домов Русаковский. Это был экспериментальный проект строительства жилого дома с плоской крышей Ле Корбюзье, положивший начало применения имитаций плоских крыш-террас с помощью ограждений в архитектуре СССР.
С 1936 по 1938 год работает в архитектурных мастерских при Всесоюзной сельскохозяйственной выставке (ВСХВ) под руководством В. К. Олтаржевского.
В 1938—1939 гг. работал заместителем главного архитектора ВСХВ.
В 1939—1941 гг. официально не числился на Выставке, но фактически выполнял работу главного архитектора — С. Е. Чернышёва.
В 1939 году ВСХВ была открыта и пользовалась огромной популярностью. В этом же году Анатолий Жуков издал книгу «Архитектура Всесоюзной сельскохозяйственной выставки 1939 года».
В 1940—1941 гг. — до начала Великой Отечественной войны и консервации Выставки, работал главным архитектором Всесоюзной сельскохозяйственной выставки ВСХВ.
В 1945 году — доцент МАРХИ, в 1946 году — профессор.
В 1945 году архитектор разработал проект жилого дома № 9 на улице Горького, построенного в 1947 году. Дом знаменит цоколем из темно-красного гранита, который немцы намеревались использовать для строительства памятника победы над Москвой. Здание в целом выполнено в стилистике послевоенного сталинского классицизма. Потолки в квартирах выше трех метров, а в квартирах на последнем этаже особая высота потолков установлена в кабинетах — шесть метров (рекорд для жилья сталинского типа).
В 1947—1948 гг. разрабатывал проект одного из вариантов высотного здания гостиницы на Каланчёвской площади.
С 1949 года до конца своей жизни был главным архитектором ВСХВ (ВДНХ СССР — ВВЦ — ВДНХ), планировка которой сохранилась по сей день.

## Постройки
- 1948—1954 — ЦУМ в Нижнем Новгороде
- 1949 — проект реконструкции ВСХВ и павильонов «Дальний восток», «Зерно» (не сохранились).

## Сочинения
- Жуков А. Ф. Архитектура Всесоюзной сельскохозяйственной выставки. — М., 1955